# Dispositivo móvil

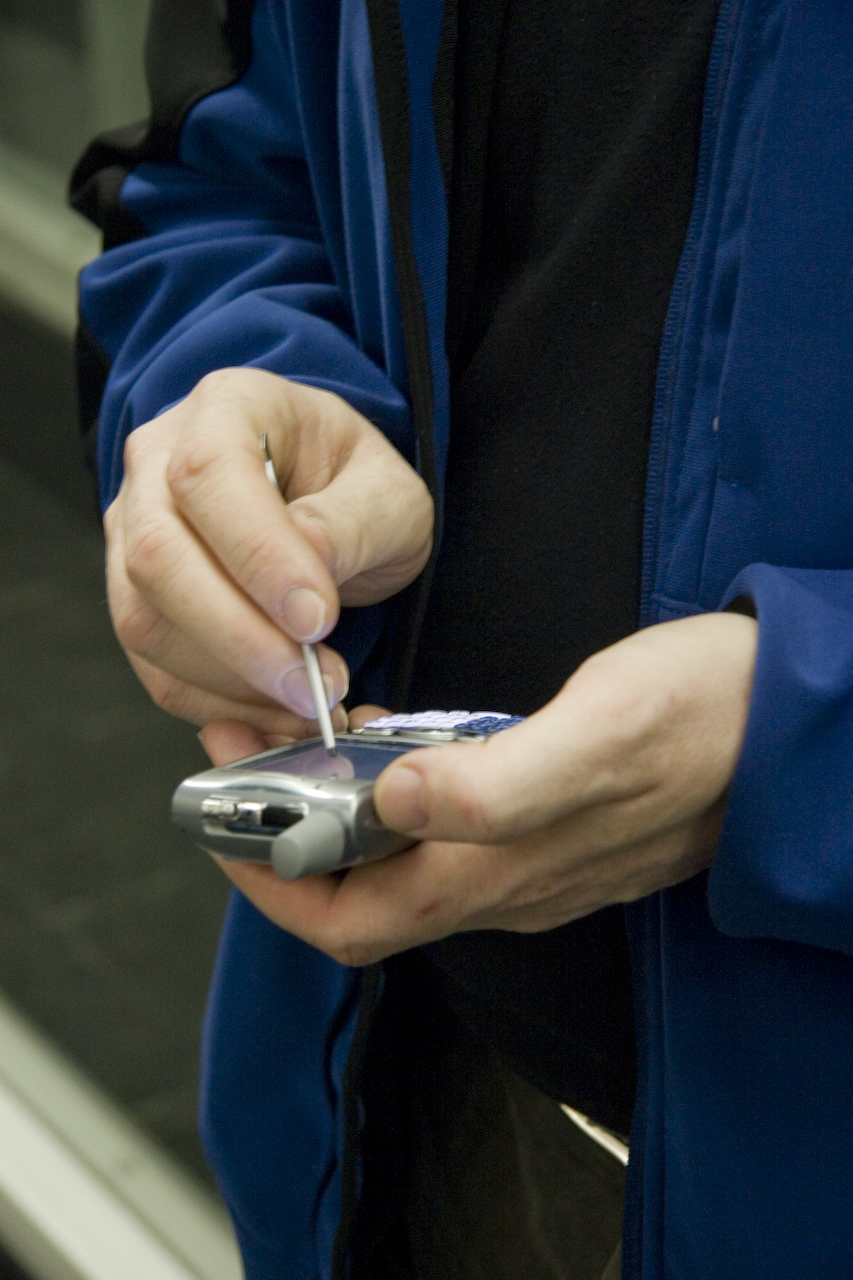
Un antiguo dispositivo móvil de tipo PDA.

Dispositivo móvil (mobile device), también conocido como computadora de bolsillo o computadora de mano (palmtop o handheld), es un tipo de computadora de tamaño pequeño, con capacidades de procesamiento, con conexión a Internet, con memoria, diseñado específicamente para una función, pero que pueden llevar a cabo otras funciones más generales.
Los dispositivos móviles más populares desde comienzos del siglo XXI son sin duda alguna los teléfonos móviles, utilizados diariamente por la gran mayoría de la población. A los primeros smartphones o teléfonos inteligentes se unieron, a fines de la década de 2000, los tablets o tabletas, más grandes, pero esencialmente iguales a aquellos. La entrada y salida de datos se realiza desde entonces generalmente a través de una interfaz de pantalla táctil. Los teléfonos/tabletas y los asistentes digitales personales pueden proporcionar gran parte de la funcionalidad de una computadora portátil/de escritorio, pero de manera más conveniente, además de funciones exclusivas. Los asistentes digitales empresariales pueden proporcionar funciones empresariales adicionales, como la captura de datos integrada a través de códigos de barras, RFID y lectores de tarjetas inteligentes. Ya desde 2010, los dispositivos móviles a menudo contenían sensores como acelerómetros, magnetómetros y giroscopios, que permiten la detección de orientación y movimiento. Los dispositivos móviles pueden proporcionar autenticación biométrica del usuario, así como reconocimiento facial o reconocimiento de huellas dactilares.

## Tipos

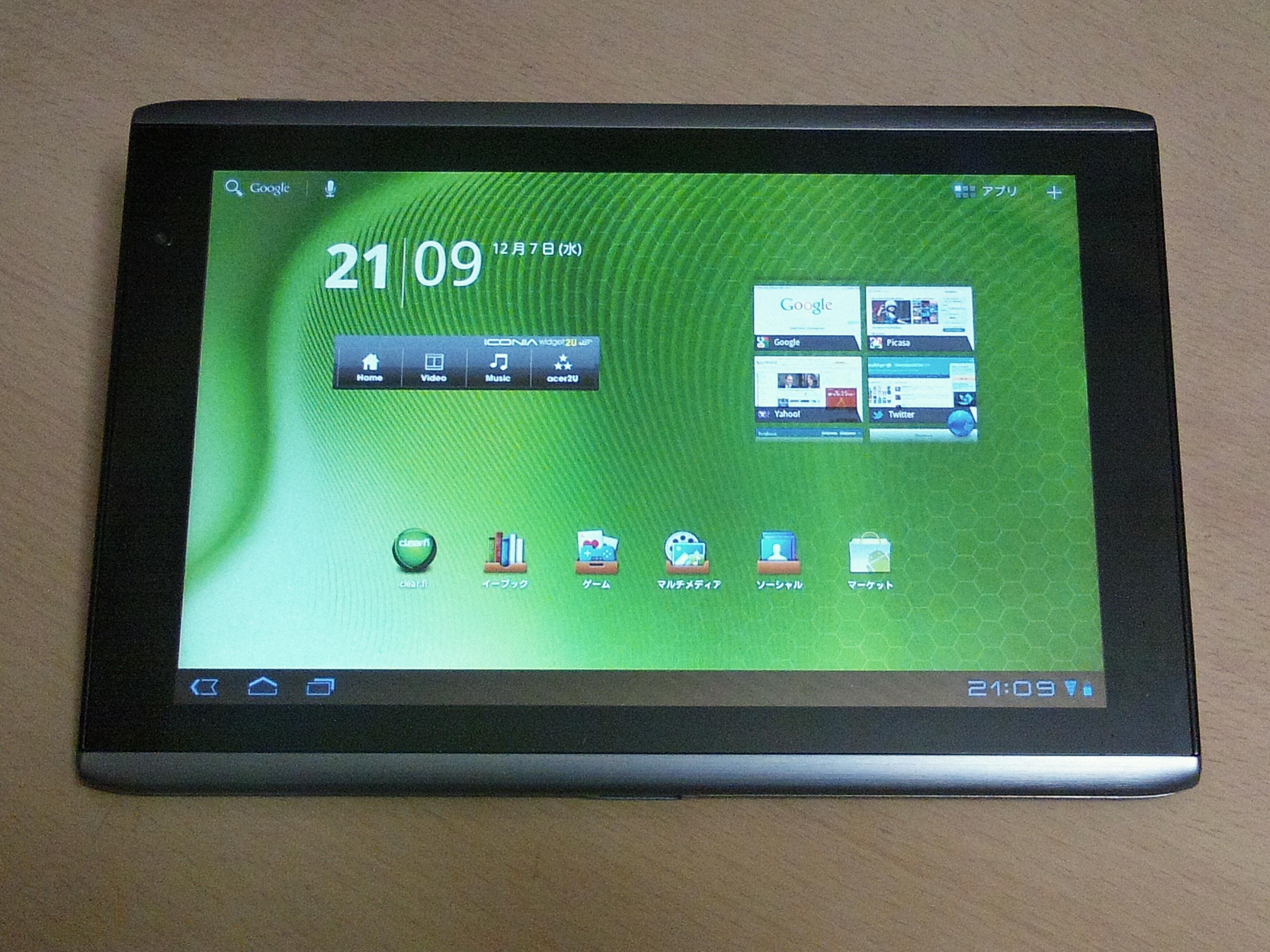
Tableta

La movilidad de dispositivos se puede ver en el contexto de varias cualidades:
- Dimensiones físicas y peso
- Si el dispositivo es móvil o algún tipo de host al que está conectado es móvil
- ¿A qué tipo de dispositivos host se puede vincular?
- Cómo se comunican los dispositivos con un host
- Cuando se produce la movilidad

Estrictamente hablando, muchos de los llamados dispositivos móviles no son móviles. Es el anfitrión el que es móvil, es decir, un anfitrión humano móvil lleva un dispositivo de teléfono inteligente no móvil. Un ejemplo de un verdadero dispositivo informático móvil , donde el propio dispositivo es móvil, es un robot. Otro ejemplo es un vehículo autónomo. Existen tres formas básicas en las que los dispositivos móviles pueden vincularse físicamente a hosts móviles: acompañados, montados en la superficie o integrados en la estructura de un host, por ejemplo, un controlador integrado en un dispositivo host. Acompañado se refiere a un objeto que está atado sin apretar y que acompaña a un anfitrión móvil, por ejemplo, un teléfono inteligente se puede llevar en un bolso o bolsillo, pero se puede extraviar fácilmente. Por lo tanto, los hosts móviles con dispositivos integrados, como un vehículo autónomo, pueden parecer más grandes que de bolsillo.
Como se indicó anteriormente, el tamaño más común de dispositivo de computación móvil es el tamaño de bolsillo que puede llevarse en la mano, pero también existen otros tamaños para dispositivos móviles. Mark Weiser, conocido  como el padre de la computación ubicua, computación en todas partes, se refirió a los tamaños de dispositivos que son del tamaño de una pestaña, una almohadilla y un tablero, donde las pestañas se definen como dispositivos acompañados o portátiles del tamaño de un centímetro, por ejemplo, se definen teléfonos inteligentes, phablets y almohadillas como dispositivos portátiles del tamaño de un decímetro. Si uno cambia la forma de los dispositivos móviles en términos de que no sean planos, también puede tener dispositivos de piel y dispositivos diminutos del tamaño de polvo. El polvo se refiere a dispositivos miniaturizados sin interfaces HCI directas, por ejemplo, sistemas microelectromecánicos (en inglés MEMS, micro-electromechanical systems), que van desde nanómetros hasta micrómetros y milímetros. Véase también Polvo inteligente. Piel: tejidos basados en polímeros conductores y emisores de luz y dispositivos informáticos orgánicos. Estos se pueden formar en superficies de visualización no planas más flexibles y productos como ropa y cortinas, consulte pantalla OLED. 
Aunque la movilidad a menudo se considera como sinónimo de tener conectividad inalámbrica, estos términos son diferentes. No todo el acceso a la red por parte de usuarios, aplicaciones y dispositivos móviles debe realizarse a través de redes inalámbricas y viceversa. Los dispositivos de acceso inalámbrico pueden ser estáticos y los usuarios móviles pueden moverse entre puntos de acceso inalámbricos y por cable, como los cibercafés. Algunos dispositivos móviles se pueden usar como dispositivos móviles de Internet para acceder a Internet mientras se está en movimiento, pero no es necesario que lo hagan y muchas funciones o aplicaciones del teléfono siguen operativas incluso cuando están desconectados de Internet. Lo que hace que el dispositivo móvil sea único en comparación con otras tecnologías es la flexibilidad inherente en el hardware y también en el software. Las aplicaciones flexibles incluyen chat de video, navegación web, sistemas de pago, Comunicación de campo cercano ( en inglés NFC, Near-field communication), grabación de audio, etc. A medida que los dispositivos móviles se vuelvan omnipresentes allí, habrá una proliferación de servicios que incluirán el uso de la nube.  Aunque una forma común de dispositivo móvil, un teléfono inteligente, tiene una pantalla, otra forma quizás aún más común de dispositivo informático inteligente, la tarjeta inteligente, por ejemplo, utilizada como tarjeta bancaria o tarjeta de viaje, no tiene pantalla. Este dispositivo móvil a menudo tiene una CPU y memoria, pero necesita conectarse o insertarse en un lector para mostrar su estado o datos internos.
Algunos tipos de dispositivos móviles son:
- Teléfonos inteligentes y Tabletas.
- Relojes inteligentes
- Agendas digitales
- Calculadoras
- Videoconsolas portátiles
- Reproductores digitales
- Cámaras fotográficas digitales
- Cámaras de video digitales
- Robots
- Tarjetas inteligentes

### Teléfono inteligente

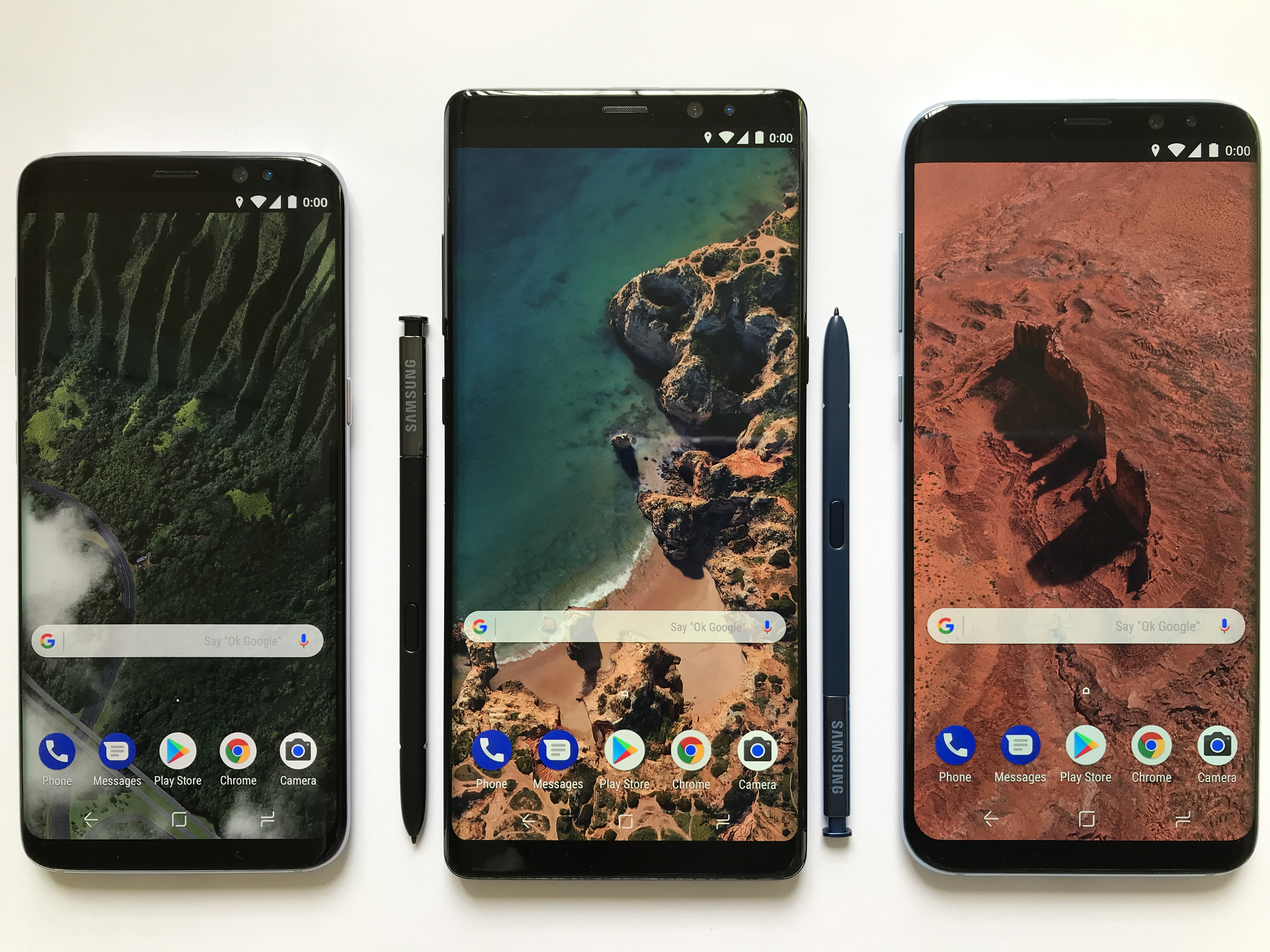
Teléfonos inteligentes.

Un teléfono inteligente es una computadora de mano que combina las funciones de un teléfono móvil con las de una computadora (acceder a la web, enviar correos electrónicos y escuchar música). BlackBerry fue uno de los primeros dispositivos de este tipo, lanzado por el grupo canadiense Research In Motion en 1999. La llegada de los smartphones ha cambiado los hábitos de uso. Además de las llamadas y los mensajes SMS, los teléfonos inteligentes se utilizan comúnmente para acceder a Internet, enviar correos electrónicos, tomar fotos, consultar el pronóstico del tiempo, jugar o acceder a las redes sociales. Según eMarketer, en 2012, aproximadamente el 55% de la población mundial poseía un teléfono móvil, incluidos varios teléfonos inteligentes. El 80% de la población de Europa Occidental y el 65% de la población de América Latina tenían uno. En algunos países el número de suscripciones de telefonía móvil es mayor que el número de habitantes.
En la actualidad, los diseños de los teléfonos inteligentes son muy similares entre ellos: rectangular, con una o dos o varias cámaras (tanto frontal(es) como posterior(es)) y algunos, muy pocos, botones (generalmente 3, aumentar volumen, disminuir volumen y un botón para el bloqueo/encendido/apagado del dispositivo), ya que son dispositivos totalmente táctiles.

### Tableta táctil

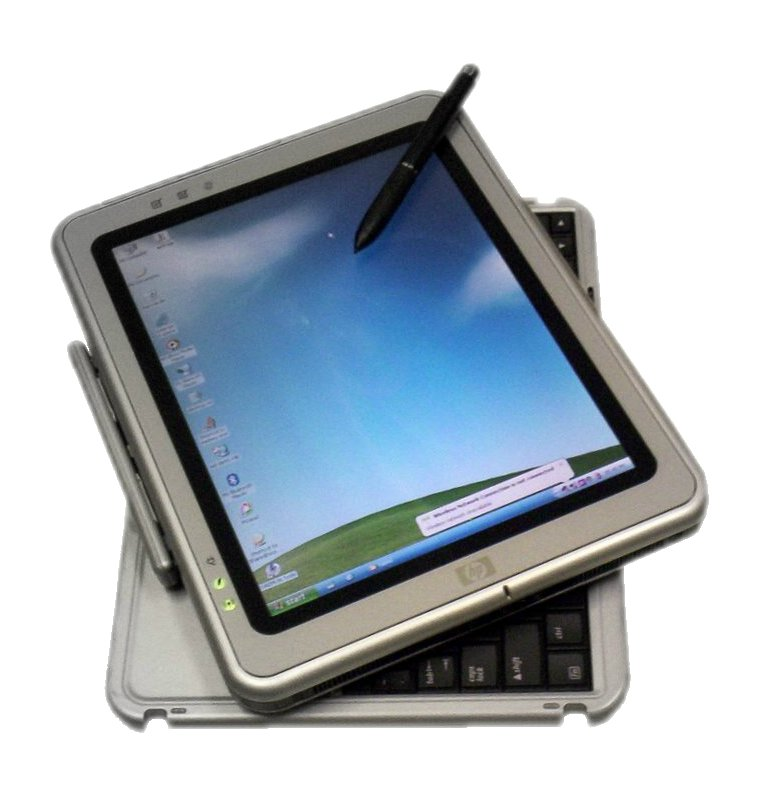
Compaq Tablet PC de HP, dado a conocer en 2001.

Una tableta con pantalla táctil es una computadora portátil muy liviana sin teclado. El texto se ingresa escrito a mano con un bolígrafo, tocando la pantalla u oralmente. La potencia de cálculo de una tableta es menor que la de una computadora de escritorio. En las tabletas convertibles, la pantalla se puede voltear y, por lo tanto, el dispositivo se puede usar como una computadora portátil. El iPad de Apple es una tableta que ejecuta el mismo software que el iPhone; tiene una pantalla de 10 pulgadas y pesa entre 460 y 650 gramos, según el modelo iPad en 2010. Estos dispositivos están a medio camino entre el teléfono y la computadora personal. En 2013, la mayoría de estos dispositivos están equipados con un sistema operativo de teléfono inteligente y se utilizan para actividades similares a las de una computadora personal. Tras el lanzamiento del iPad, Steve Jobs, su creador, anunció el fin de la era de los ordenadores personales.

## Seguridad y confidencialidad
Algunos estudios muestran que alrededor de 9% de las aplicaciones "de buena reputación" instaladas en los dispositivos móviles interactúan con sitios web "de muy mala reputación" sin que el portador del dispositivo se percate de ello. Entre los sitios de mala reputación se incluyen portadores de virus (9%), sitios conocidos por manejar información robada (15%), sitios de baja calidad según las evaluaciones de los usuarios (73%) y sitios de contenido no apto para menores (74%). Esos estudios recomiendan instalar únicamente las aplicaciones indispensables en los dispositivos.

## Sistemas operativos móviles
Un Sistema operativo móvil o SO móvil es un conjunto de programas de bajo nivel que permite la abstracción de las peculiaridades específico del teléfono móvil y, provee servicios a las aplicaciones móviles, que se ejecutan sobre él. Al igual que los PC que utilizan Windows, Linux o Mac OS, los dispositivos móviles tienen sus sistemas operativos como Android, iOS, entre otros. 
Por orden alfabético:
| - Android - Bada - BlackBerry OS - EMUI - Firefox OS - iOS | - Maemo - MeeGo - MIUI - Moblin (proyecto) - Palm OS | - Sailfish OS - Symbian OS - Windows CE - Windows Mobile - Windows Phone - KaiOS |

## Computación ubicua
Con la llegada de los dispositivos móviles, la era de la informática omnipresente sucede a la era de las computadoras personales. Esta nueva categoría de dispositivos permite el acceso a la información a todos, en cualquier lugar y en todo momento. Los usuarios tienen entonces la posibilidad de intercambiar información de forma rápida y eficiente independientemente de su ubicación. Las computadoras personales están siendo reemplazadas por dispositivos más pequeños y menos costosos que funcionan con baterías y están conectados a redes inalámbricas. Estos dispositivos muchas veces no tienen teclado, sino pantalla táctil.

## Interacción entre usuario y el dispositivo móvil
La interacción móvil (mobile interaction) es el estudio de la interacción entre los usuarios móviles y las computadoras. La interacción móvil es un aspecto de la interacción entre humanos y computadoras que surgió cuando las computadoras se volvieron lo suficientemente pequeñas como para permitir el uso móvil, alrededor de la década de 1990.
Los dispositivos móviles son una parte omnipresente de la vida cotidiana de las personas. Las personas usan teléfonos móviles, PDA y reproductores multimedia portátiles en casi todas partes. Estos dispositivos son los primeros dispositivos de interacción verdaderamente omnipresentes que se utilizan actualmente para una gran variedad de servicios y aplicaciones. Los dispositivos móviles afectan la forma en que las personas interactúan, comparten y se comunican con otros. Están creciendo en diversidad y complejidad, presentando nuevos paradigmas de interacción, modalidades, formas y propósitos (por ejemplo, lectores electrónicos, reproductores multimedia portátiles, consolas de juegos portátiles). Los fuertes factores diferenciadores que caracterizan a los dispositivos móviles de la informática personal tradicional (por ejemplo, las computadoras de escritorio) son su uso ubicuo, como se señala más arriba, su tamaño pequeño habitual y las modalidades de interacción mixtas.
La historia de la interacción móvil incluye diferentes tendencias de diseño. Las seis tendencias principales de diseño son: portabilidad, miniaturización, conectividad (Conexión a Internet), convergencia (Triple play), divergencia y software de aplicación (apps). La razón principal detrás de estas tendencias es comprender los requisitos y necesidades de los usuarios móviles, que es el objetivo principal de la interacción móvil. La interacción móvil es un área multidisciplinaria a la que contribuyen diversas materias académicas. Las principales disciplinas involucradas en la interacción móvil son la psicología, la informática, la sociología, el diseño y los sistemas de información. Los procesos en el diseño de interacción móvil incluyen tres actividades principales: comprender a los usuarios, desarrollar diseños de prototipos y evaluación.

## Historia
La historia de los dispositivos móviles ha estado marcada por una creciente convergencia tecnológica. Los primeros dispositivos móviles, como las calculadoras de bolsillo, los reproductores multimedia portátiles, los dispositivos de navegación por satélite y las cámaras digitales, sobresalían en su uso previsto, pero no eran polifacéticos. Los asistentes digitales personales (PDA) proliferaron en la década de 1990 como una forma de tomar notas rápidamente, programar citas de negocios y establecer recordatorios personales, como un complemento portátil para los portátiles más voluminosos.
Durante el mismo período, el teléfono móvil evolucionó de admitir solo comunicación por voz a admitir mensajes de texto, conectividad a Internet, multimedia y videotelefonía. Estos teléfonos con funciones básicas finalmente dieron paso al teléfono inteligente moderno, que combinaba todos los dispositivos mencionados anteriormente y más en un solo dispositivo. Desde finales de la década de 2000, los teléfonos inteligentes han sido el dispositivo móvil más común en el mundo, en términos de cantidad vendida, debido a su gran convergencia de tecnologías.